# Centre Internacional de Mètodes Numèrics en Enginyeria
El Centre Internacional de Mètodes Numèrics en Enginyeria (CIMNE) és una organització amb personalitat jurídica pròpia creada per impuls de la Universitat Politècnica de Catalunya (UPC), la Generalitat de Catalunya i la Unesco, creada l'any 1987, per promoure la investigació dels mètodes numèrics i la seva aplicació per a la solució de problemes científics i tecnològics de l'enginyeria civil, ambiental, mecànica, aeronàutica i naval.
El CIMNE és un centre autònom de recerca dedicat a impulsar els avenços en el desenvolupament i l'aplicació de mètodes numèrics i tècniques de càlcul per ordinador per tal de solucionar problemes d'enginyeria en un context internacional. La missió fonamental del CIMNE és promoure el desenvolupament, les aplicacions i la difusió dels mètodes numèrics per a la solució de problemes d'enginyeria i ciències aplicades.
La seu central del CIMNE es troba en un dels edificis del Campus Nord de la UPC, al cor del conjunt d'edificis de l'Escola Tècnica Superior d'Enginyeria de Camins, Canals i Ports de Barcelona.
El CIMNE també disposa d'una seu a la ciutat de Terrassa i, fins a gener de 2025, era present a les instal·lacions al Campus de Castelldefels de la UPC ubicat dins el Parc Mediterrani de la Tecnologia. El CIMNE també disposa de 17 "aules CIMNE" a països com Cuba, l'Argentina, Colòmbia i Veneçuela, entre d'altres.